# Acqua e sapone/Lei non mi tradirebbe mai
Acqua e sapone / Lei non mi tradirebbe mai è l'ottavo singolo su 7" de I Califfi pubblicato nel 1970 dalla Compagnia Generale del Disco.

## Tracce
Lato A
1. Acqua e sapone

Lato B
1. Lei non mi tradirebbe mai